# Polska Unia Studentów Żydowskich
Polska Unia Studentów Żydowskich (PUSŻ) – organizacja skupiająca młodych polskich Żydów działająca w latach 1992-2007. Głównym jej celem była integracja środowiska młodzieżowego i edukacja. Była członkiem Europejskiej i Światowej Unii Studentów Żydowskich.

## Historia
Organizacja powstała na przełomie 1991 i 1992 roku jako Polska Unia Młodzieży i Studentów Żydowskich. W 1995 roku została prawnie zarejestrowana w sądzie jako stowarzyszenie Polska Unia Studentów Żydowskich. Była to organizacja areligijna i apolityczna, mogli do niej należeć wszystkie osoby pochodzenia żydowskiego w przedziale wiekowym 15-35 lat bez względu na ich poglądy polityczne i zaangażowanie w życie religijne. Kilka razy do roku organizowano seminaria oraz zjazdy.
Główna siedziba stowarzyszenia znajdowała się w Warszawie w budynku przy ulicy Twardej 6. Posiadała również kilka oddziałów terenowych w Łodzi, Poznaniu, Wrocławiu, Bielsku-Białej, Krakowie i Gdańsku.
25 marca 2007 roku na walnym zgromadzeniu rozwiązano Polską Unię Studentów Żydowskich i powołano na jej miejsce nową organizację: Żydowską Ogólnopolską Organizację Młodzieżową.